# Campionati asiatici di atletica leggera 2025
I XXVI campionati asiatici di atletica leggera si sono svolti a Gumi, in Corea del Sud, dal 27 al 31 maggio 2025 presso lo stadio civico di Gumi.

## Nazioni partecipanti
Ai campionati hanno preso parte 39 paesi membri della Asian Athletics Association.
Tra parentesi il numero di atleti per nazione
- Arabia Saudita (30)
- Bahrein (7)
- Bangladesh (5)
- Birmania (5)
- Bhutan (4)
- Cambogia (1)
- Cina (66)
- Corea del Sud (91)
- Emirati Arabi Uniti (4)
- Filippine (17)
- Giappone (71)
- Giordania (5)
- Hong Kong (41)

- India (62)
- Indonesia (21)
- Iran (26)
- Iraq (15)
- Kazakistan (31)
- Kirghizistan (8)
- Kuwait (22)
- Laos (2)
- Libano (3)
- Macao (11)
- Malaysia (36)
- Maldive (2)
- Mongolia (5)

- Nepal (6)
- Oman (5)
- Pakistan (5)
- Palestina (4)
- Qatar (19)
- Singapore (23)
- Sri Lanka (21)
- Tagikistan (5)
- Taipei cinese (31)
- Thailandia (34)
- Turkmenistan (5)
- Uzbekistan (36)
- Yemen (17)

## Risultati[3]

### Uomini
| Specialità | Oro                                                                    | Prestazione  | Argento                                                                                | Prestazione  | Bronzo                                                               | Prestazione |
| Corse piane |                                                                        |              |                                                                                        |              |                                                                      |             |
| 100 m piani (+0.6 m/s) | Hiroki Yanagita                                                        | 10"20 (.194) | Puripol Boonson                                                                        | 10"20 (.196) | Abdullah Abkar Mohammed                                              | 10"30       |
| 200 m piani (+0.8 m/s) | Towa Uzawa                                                             | 20"12        | Abdulaziz Abdu Atafi                                                                   | 20"31        | Animesh Kujur                                                        | 20"67       |
| 400 m piani | Ammar Ibrahim                                                          | 45"33        | Kentaro Sato                                                                           | 45"50        | Kalinga Kumarage                                                     | 45"55       |
| 800 m piani | Ebrahim Al-Zofairi                                                     | 1'44"59      | Ali Amirian                                                                            | 1'44"97      | Abubaker Haydar Abdalla                                              | 1'45"20     |
| 1500 m piani | Kazuto Iizawa                                                          | 3'42"56      | Jae-ung Lee                                                                            | 3'42"79      | Yoonus Shah                                                          | 3'43"03     |
| 5000 m piani | Gulveer Singh                                                          | 13'24"77     | Kieran Tuntivate                                                                       | 13'24"97     | Nagiya Mori                                                          | 13'25"06    |
| 10000 m piani | Gulveer Singh                                                          | 28'38"63     | Mebuki Suzuki                                                                          | 28'43"84     | Albert Rop                                                           | 28'46"82    |
| Corse a ostacoli |                                                                        |              |                                                                                        |              |                                                                      |             |
| 110 m hs (+0.7 m/s) | Rachid Muratake                                                        | 13"22        | Liu Junxi                                                                              | 13"31        | Qin Weibo                                                            | 13"45       |
| 400 m hs | Abderrahman Samba                                                      | 48"00        | Bassem Hemeida                                                                         | 49"44        | Chung-Wei Lin                                                        | 49"73       |
| 3000 m siepi | Avinash Sable                                                          | 8'20"92      | Yutaro Niinae                                                                          | 8'24"41      | Zakaria al Alhlami                                                   | 8'27"12     |
| Corse in strada |                                                                        |              |                                                                                        |              |                                                                      |             |
| Marcia 20 km | Wang Zhaozhao                                                          | 1h20'37"     | Kento Yoshikawa                                                                        | 1h20'45"     | Servin Sebastian                                                     | 1h21'14"    |
| Salti |                                                                        |              |                                                                                        |              |                                                                      |             |
| Salto in alto | Woo Sang-hyeok                                                         | 2,29 m       | Tomohiro Shinno                                                                        | 2,26 m       | Tawan Kaewkam                                                        | 2,23 m      |
| Salto con l'asta | Ernest John Obiena                                                     | 5,77 m       | Huang Bokai                                                                            | 5,72 m       | Patsapong Amsam-ang                                                  | 5,67 m      |
| Salto in lungo | Shu Heng                                                               | 8,22 m       | Lin Yu-tang                                                                            | 8,20 m       | Keito Yamaura                                                        | 8,08 m      |
| Salto triplo | Zhu Yaming                                                             | 17,06 m      | Praveen Chithravel                                                                     | 16,90 m      | Yu Gyu-min                                                           | 16,82 m     |
| Lanci |                                                                        |              |                                                                                        |              |                                                                      |             |
| Getto del peso | Mohammad Reza Tayebi                                                   | 20,32 m      | Xing Jialiang                                                                          | 19,97 m      | Mohammed Tolo                                                        | 19,92 m     |
| Lancio del disco | Abuduaini Tuergong                                                     | 63,47 m      | Masateru Yugami                                                                        | 60,38 m      | Irfan Shamsuddin                                                     | 58,82 m     |
| Lancio del martello | Wang Qi                                                                | 74,50 m      | Tatsuto Nakagawa                                                                       | 71,97 m      | Shōta Fukuda                                                         | 71,89 m     |
| Lancio del giavellotto | Arshad Nadeem                                                          | 86,40 m      | Sachin Yadav                                                                           | 85,16 m      | Yuta Sakiyama                                                        | 83,75 m     |
| Prove multiple |                                                                        |              |                                                                                        |              |                                                                      |             |
| Decathlon | Fei Xiang                                                              | 7634 pt      | Tejaswin Shankar                                                                       | 7618 pt      | Keisuke Okuda                                                        | 7602 pt     |
| Staffette |                                                                        |              |                                                                                        |              |                                                                      |             |
| Staffetta 4×100 m | Corea del Sud Minjun Seo Joeljin Nwamadi Lee Jae-seong Junhyeok Lee    | 38"49        | Thailandia Natawat Iamudom Thawatchai Himaiad Chayut Khongprasit Puripol Boonson       | 38"78        | Hong Kong Yat Lok Chan Lee Hong Kit Chun Ting Kwok Magnus Johannsson | 39"10       |
| Staffetta 4×400 m | Qatar Abderrahman Samba Bassem Hemeida Hatim Aitoulghazi Ammar Ibrahim | 3'03"52      | India Jay Kumar Dharmveer Choudhary Vishal Thennarasu Kayalvizhi Manu Thekkinalil Saji | 3'03"67      | Cina Liang Baotang Zhang Qing Ailixier Wumaier Fu Haoran             | 3'09"18     |
| record mondiale; record mondiale stagionale; record asiatico; record dei campionati; record nazionale; record personale; record personale stagionale. |                                                                        |              |                                                                                        |              |                                                                      |             |

### Donne
| Specialità | Oro                                                               | Prestazione | Argento                                                                             | Prestazione  | Bronzo                                                                           | Prestazione  |
| Corse piane |                                                                   |             |                                                                                     |              |                                                                                  |              |
| 100 m piani (-0.1 m/s) | Liang Xiaojing                                                    | 11"21       | Shanti Pereira                                                                      | 11"30        | Trần Thị Nhi Yến                                                                 | 11"33        |
| 200 m piani (+0.3 m/s) | Chen Yujie                                                        | 22"97       | Shanti Pereira                                                                      | 22"98        | Li Yuting                                                                        | 23"23        |
| 400 m piani | Nanako Matsumoto                                                  | 52"17       | Rupal Chaudhary                                                                     | 52"68        | Jonbibi Hukmova                                                                  | 52"79        |
| 800 m piani | Wu Hongjiao                                                       | 2'00"08     | Rin Kubo                                                                            | 2'00"42      | Pooja                                                                            | 2'01"89      |
| 1500 m piani | Li Chunhui                                                        | 4'10"58     | Pooja                                                                               | 4'10"83      | Tomoka Kimura                                                                    | 4'11"56      |
| 5000 m piani | Norah Jeruto                                                      | 14'58"71    | Parul Chaudhary                                                                     | 15'15"33     | Yuma Yamamoto                                                                    | 15'16"86     |
| 10000 m piani | Daisy Jepkemei                                                    | 30'48"44    | Ririka Hironaka                                                                     | 30'56"32     | Mikuni Yada                                                                      | 31'12"21     |
| Corse a ostacoli |                                                                   |             |                                                                                     |              |                                                                                  |              |
| 100 m hs (+2,6 m/s) | Jyothi Yarraji                                                    | 12"96       | Yumi Tanaka                                                                         | 13"07 (.061) | Wu Yanni                                                                         | 13"07 (.068) |
| 400 m hs | Mo Jiadie                                                         | 55"31       | Kemi Adekoya                                                                        | 55"32        | Vithya Ramraj                                                                    | 56"46        |
| 3000 m siepi | Norah Jeruto                                                      | 9'10"46     | Parul Chaudhary                                                                     | 9'12"46      | Daisy Jepkemei                                                                   | 9'27"51      |
| Corse in strada |                                                                   |             |                                                                                     |              |                                                                                  |              |
| Marcia 20 km | Yin Hang                                                          | 1h30'44"    | Ma Li                                                                               | 1h32'08"     | Yasmina Toxanbayeva                                                              | 1h32'22"     |
| Salti |                                                                   |             |                                                                                     |              |                                                                                  |              |
| Salto in alto | Pooja Singh                                                       | 1,89 m      | Safina Sadullayeva                                                                  | 1,86 m       | -                                                                                | -            |
| Salto in alto | Pooja Singh                                                       | 1,89 m      | Elizaveta Matveeva                                                                  | 1,86 m       | -                                                                                | -            |
| Salto con l'asta | Niu Chunge                                                        | 4,48 m      | Xu Huiqin                                                                           | 4,23 m       | Misaki Morota                                                                    | 4,13 m       |
| Salto in lungo | Reyhaneh Arani                                                    | 6,40 m      | Ancy Sojan                                                                          | 6,33 m       | Shaili Singh                                                                     | 6,30 m       |
| Salto triplo | Li Yi                                                             | 13,80 m     | Sharifa Davronova                                                                   | 13,74 m      | Mariko Morimoto                                                                  | 13,65 m      |
| Lanci |                                                                   |             |                                                                                     |              |                                                                                  |              |
| Getto del peso | Ma Yue                                                            | 18,26 m     | Song Jiayuan                                                                        | 17,78 m      | Ching Yuan Chiang                                                                | 17,42 m      |
| Lancio del disco | Feng Bin                                                          | 61,90 m     | Subenrat Insaeng                                                                    | 57,68 m      | Nanaka Kori                                                                      | 56,48 m      |
| Lancio del martello | Ji Li                                                             | 72,98 m     | Li Jiangyan                                                                         | 69,13 m      | Yu Ya-chien                                                                      | 64,25 m      |
| Lancio del giavellotto | Su Lingdan                                                        | 63,29 m     | Momone Ueda                                                                         | 59,39 m      | Sae Takemoto                                                                     | 58,94 m      |
| Prove multiple |                                                                   |             |                                                                                     |              |                                                                                  |              |
| Eptathlon | Nandini Agasara                                                   | 5941 pt     | Liu Jingyis                                                                         | 5869 pt      | Chen Tsai-chuan                                                                  | 5608 pt      |
| Staffette |                                                                   |             |                                                                                     |              |                                                                                  |              |
| Staffetta 4×100 m | Cina Chen Yujie Li Yuting Zhu Junying Liang Xiaojing              | 43"28       | India Abinaya Rajarajan Sneha Sathyanarayana Shanuvalli Nithya Gandhe Srabani Nanda | 43"86        | Thailandia Jirapat Khanonta Supanich Poolkerd Sukanda Petraksa Athicha Phetkun   | 44"26        |
| Staffetta 4×400 m | India Jisna Mathew Rupal Chaudhary Kunja Rajitha Subha Venkatesan | 3'34"18     | Vietnam Nguyễn Thị Ngọc Nguyễn Thị Hằng Quách Thị Lan Minh Hạnh Hoàng Thị           | 3'34"77      | Sri Lanka Nadeesha Ramanayake Lakshima Mendis Jayeshi Uththara Harshani Fernando | 3'36"67      |
| record mondiale; record mondiale stagionale; record asiatico; record dei campionati; record nazionale; record personale; record personale stagionale. |                                                                   |             |                                                                                     |              |                                                                                  |              |

### Misti
| Specialità | Oro                                                                                            | Prestazione | Argento                                                     | Prestazione | Bronzo                                                                          | Prestazione |
| Staffetta 4×400 m | India Santhosh Kumar Tamilarasan Rupal Chaudhary Vishal Thennarasu Kayalvizhi Subha Venkatesan | 3'18"12     | Cina Liang Baotang Wu Hongjiao Ailixier Wumaier Liu Yinglan | 3'20"52     | Sri Lanka S.M.S.V Rajakaruna Lakshima Mendis Kalinga Kumarage Harshani Fernando | 3'21"95     |
| record mondiale; record mondiale stagionale; record asiatico; record dei campionati; record nazionale; record personale; record personale stagionale. |                                                                                                |             |                                                             |             |                                                                                 |             |

## Medagliere
Legenda
     Paese ospitante
| Posizione | Nazione        | Oro | Argento | Bronzo | Totale |
| --------- | -------------- | --- | ------- | ------ | ------ |
| 1         | Cina           | 19  | 9       | 4      | 32     |
| 2         | India          | 8   | 10      | 6      | 24     |
| 3         | Giappone       | 5   | 11      | 12     | 28     |
| 4         | Kazakistan     | 3   | 1       | 2      | 6      |
| 4         | Qatar          | 3   | 1       | 2      | 6      |
| 6         | Corea del Sud  | 2   | 1       | 1      | 4      |
| 7         | Iran           | 2   | 1       | 0      | 3      |
| 8         | Filippine      | 1   | 0       | 0      | 1      |
| 8         | Kuwait         | 1   | 0       | 0      | 1      |
| 8         | Pakistan       | 1   | 0       | 0      | 1      |
| 11        | Thailandia     | 0   | 4       | 3      | 7      |
| 12        | Uzbekistan     | 0   | 2       | 1      | 3      |
| 13        | Singapore      | 0   | 2       | 0      | 2      |
| 14        | Taipei cinese  | 0   | 1       | 4      | 5      |
| 15        | Arabia Saudita | 0   | 1       | 2      | 3      |
| 16        | Bahrein        | 0   | 1       | 1      | 2      |
| 16        | Vietnam        | 0   | 1       | 1      | 2      |
| 18        | Sri Lanka      | 0   | 0       | 3      | 3      |
| 19        | Hong Kong      | 0   | 0       | 1      | 1      |
| 19        | Malaysia       | 0   | 0       | 1      | 1      |
| Totale    | Totale         | 45  | 46      | 44     | 135    |